# Tomoxia interrupta
Tomoxia interrupta es una especie de coleóptero de la familia Mordellidae.

## Distribución geográfica
Habita en México y Panamá.